# Évêque d'Exeter

Armoiries épiscopales de l'évêque d'Exeter.

L'évêque d'Exeter est à la tête du diocèse anglican d'Exeter, dans la province de Cantorbéry. Son siège est la cathédrale Saint-Pierre d'Exeter.

## Histoire
Vers 910, le diocèse de Sherborne est divisé en trois sièges correspondant chacun à un comté : Crediton pour le Devon, Sherborne pour le Dorset et Wells pour le Somerset. En 1050, l'évêque de Crediton Leofric, également évêque de Cornouailles, fusionne ses deux diocèses et s'installe à Exeter.

## Liste des évêques d'Exeter

### Évêques de Crediton
| Début         | Fin          | Nom          | Remarques                                                               |
| ------------- | ------------ | ------------ | ----------------------------------------------------------------------- |
| vers 910      | 934 ?        | Eadwulf      |                                                                         |
| 934           | 953          | Æthelgar     |                                                                         |
| 953           | 972 ?        | Ælfwold Ier  | Moine à Glastonbury.                                                    |
| 973           | 30 avril 977 | Sideman      | Moine à Winchester, puis abbé d'Exeter.                                 |
| 977 × 979     | 986 ou 987   | Ælfric       | Abbé de Malmesbury.                                                     |
| 986 ou 987    | avant 1015   | Ælfwold II   |                                                                         |
| 986 ou 987    | avant 1015   | Ælfwold III  |                                                                         |
| 1011 × 1015   | après 1019   | Eadnoth Wine |                                                                         |
| après 1019    | 1046         | Lyfing       | Également évêque de Cornouailles et de Worcester.                       |
| 19 avril 1046 | 1050         | Leofric      | Également évêque de Cornouailles. Transfère son siège à Exeter en 1050. |
| Sources :     |              |              |                                                                         |

### Évêques d'Exeter jusqu'à la Réforme
- 1050-1072 : Leofric
- 1072-1103 : Osbern Fitz Osbern
- 1107-1138 : William Warelwast
- 1138-1155 : Robert Warelwast
- 1155-1160 : Robert de Chichester
- 1161-1184 : Bartholomew Iscanus
- 1186-1191 : John le Choriste
- 1194-1206 : Henry Marshal
- 1214-1223 : Simon d'Apulie
- 1224-1244 : William Briwere
- 1245-1257 : Richard Blund
- 1258-1280 : Walter Branscombe
- 1280-1291 : Peter Quinel
- 1291-1307 : Thomas Bitton
- 1308-1326 : Walter de Stapledon
- 1326-1327 : James Berkeley
- 1327 : John Godeley (élection annulée)
- 1327-1369 : John Grandisson
- 1370-1394 : Thomas de Brantingham
- 1395-1419 : Edmund Stafford
- 1419 : John Catterick
- 1420-1455 : Edmund Lacey
- 1455-1456 : John Hales (démissionne)
- 1458-1465 : George Neville
- 1465-1478 : John Booth
- 1478-1487 : Peter Courtenay
- 1487-1492 : Richard Foxe
- 1493-1495 : Oliver King
- 1496-1502 : Richard Redman
- 1502-1504 : John Arundel
- 1505-1519 : Hugh Oldham

### Pendant la Réforme
- 1519-1551 : John Vesey (démissionne)
- 1551-1553 : Myles Coverdale
- 1553-1554 : John Vesey (restauré)
- 1555-1560 : James Turberville

### Depuis la Réforme
- 1560-1571 : William Alley
- 1571-1578 : William Bradbridge
- 1579-1594 : John Woolton
- 1595-1597 : Gervase Babington
- 1598-1621 : William Cotton
- 1621-1626 : Valentine Cary
- 1627-1641 : Joseph Hall
- 1642-1659 : Ralph Brownrigg
- 1660-1662 : John Gauden
- 1662-1667 : Seth Ward
- 1667-1676 : Anthony Sparrow
- 1676-1688 : Thomas Lamplugh
- 1689-1707 : Jonathan Trelawney
- 1708-1716 : Ofspring Blackall
- 1717-1724 : Lancelot Blackburne
- 1724-1742 : Stephen Weston
- 1742-1746 : Nicholas Clagett
- 1747-1762 : George Lavington
- 1762-1777 : Frederick Keppel
- 1778-1792 : John Ross
- 1792-1796 : William Buller
- 1797-1803 : Reginald Courtenay
- 1803-1807 : John Fisher
- 1807-1820 : George Pelham
- 1820-1830 : William Carey
- 1830 : Christopher Bethell
- 1831-1869 : Henry Phillpotts
- 1869-1885 : Frederick Temple
- 1885-1900 : Edward Bickersteth
- 1901-1903 : Herbert Edward Ryle (en)
- 1903-1916 : Archibald Robertson
- 1916-1936 : William Cecil
- 1936-1948 : Charles Curzon
- 1949-1973 : Robert Mortimer
- 1973-1985 : Eric Mercer
- 1985-1999 : Hewlett Thompson
- 1999-2013 : Michael Langrish
- depuis 2014 : Robert Atwell